# Campionati mondiali di skeleton 2000
I Campionati mondiali di skeleton 2000, tredicesima edizione della manifestazione organizzata dalla Federazione Internazionale di Bob e Skeleton, si tennero il 12 ed il 13 febbraio 2000 ad Igls, una frazione di Innsbruck in Austria, sulla Kunsteisbahn Bob-Rodel Igls, la stessa sulla quale si svolsero le competizioni del bob e dello slittino ai Giochi di Innsbruck 1976 nonché la rassegna iridata del 1991; furono disputate gare in due differenti specialità: nel singolo uomini e per la prima volta anche nel singolo donne e le vittorie furono ottenute rispettivamente dai tedeschi Andy Böhme e Steffi Hanzlik.

## Risultati

### Singolo uomini
La gara fu disputata il 12 ed il 13 febbraio nell'arco di quattro manches e presero parte alla competizione 35 atleti in rappresentanza di 18 differenti nazioni; campione uscente era lo statunitense Jim Shea, che concluse la prova al terzo posto, ed il titolo fu conquistato dal tedesco Andy Böhme, già vincitore dell'argento iridato ad Altenberg 1999, davanti allo svizzero Gregor Stähli, campione del mondo ad Altenberg 1994, ed all'austriaco Alexander Müller, che giunse terzo a pari merito con lo statunitense Shea.
| Pos. | Atleti           | Nazione     | Tempo   | Distacco |
| ---- | ---------------- | ----------- | ------- | -------- |
|      | Andy Böhme       | Germania    | 3'39"59 |          |
|      | Gregor Stähli    | Svizzera    | 3'39"81 | +0"22    |
|      | Jim Shea         | Stati Uniti | 3'39"93 | +0"34    |
|      | Alexander Müller | Austria     | 3'39"93 | +0"34    |
| 5    | Willi Schneider  | Germania    | 3'40"44 | +0"85    |
| 6    | Jeff Pain        | Canada      | 3'40"60 | +1"01    |
| 7    | Christian Auer   | Austria     | 3'40"64 | +1"05    |
| 8    | Lincoln DeWitt   | Stati Uniti | 3'41"39 | +1"80    |
| 9    | Kristan Bromley  | Regno Unito | 3'42"33 | +2"74    |
| 10   | Felix Poletti    | Svizzera    | 3'42"40 | +2"81    |

### Singolo donne
La gara fu disputata il 12 ed il 13 febbraio nell'arco di quattro manches e presero parte alla competizione 17 atlete in rappresentanza di 11 differenti nazioni; il titolo fu conquistato dalla tedesca Steffi Hanzlik davanti alla canadese Mellisa Hollingsworth ed alla statunitense Tricia Stumpf.
| Pos. | Atleti                | Nazione     | Tempo   | Distacco |
| ---- | --------------------- | ----------- | ------- | -------- |
|      | Steffi Hanzlik        | Germania    | 3'45"45 |          |
|      | Mellisa Hollingsworth | Canada      | 3'46"52 | +1"07    |
|      | Tricia Stumpf         | Stati Uniti | 3'46"58 | +1"13    |
| 4    | Alex Hamilton         | Regno Unito | 3'46"61 | +1"16    |
| 5    | Astrid Ebner          | Austria     | 3'46"74 | +1"29    |
| 6    | Lea Ann Parsley       | Stati Uniti | 3'46"94 | +1"49    |
| 7    | Deanna Panting        | Canada      | 3'47"58 | +2"13    |
| 8    | Monique Riekewald     | Germania    | 3'47"70 | +2"25    |
| 9    | Maya Bieri            | Svizzera    | 3'48"49 | +3"04    |
| 10   | Dany Locati           | Italia      | 3'49"68 | +4"23    |

## Medagliere
| Posizione | Nazione     | Oro | Argento | Bronzo | Totale |
| --------- | ----------- | --- | ------- | ------ | ------ |
| 1         | Germania    | 2   | 0       | 0      | 2      |
| 2         | Canada      | 0   | 1       | 0      | 1      |
| 2         | Svizzera    | 0   | 1       | 0      | 1      |
| 4         | Stati Uniti | 0   | 0       | 2      | 2      |
| 5         | Austria     | 0   | 0       | 1      | 1      |
| Totale    | Totale      | 2   | 2       | 3      | 7      |